# Velké Hostěrádky
Velké Hostěrádky (en allemand : Hostraditz) est une commune du district de Břeclav, dans la région de Moravie-du-Sud, en République tchèque. Sa population s'élevait à 505 habitants en 2020.

## Géographie
Velké Hostěrádky se trouve à 5 km au nord de Klobouky u Brna, à 27 km au sud-est de Brno, à 32 km au nord de Břeclav et à 211 km au sud-est de Prague.
La commune est limitée par Bošovice et Kobeřice u Brna au nord, par Dambořice à l'est, par Klobouky u Brna au sud, et par Borkovany à l'ouest.

## Histoire
La première mention écrite de la localité date de 1210.